# Mimas semiobsoleta
Mimas semiobsoleta är en fjärilsart som beskrevs av Clark 1891. Mimas semiobsoleta ingår i släktet Mimas och familjen svärmare. Inga underarter finns listade i Catalogue of Life.